# Phrynobatrachus perpalmatus
Phrynobatrachus perpalmatus és una espècie de granota que viu a la República Democràtica del Congo, Malawi, Moçambic, el Sudan, Tanzània, Zàmbia i, possiblement també, a Burundi i Zimbàbue.